# Babrak Karmal
Babrak Karmal, oprindelig Sultan Hussein Khan (født 6. januar 1929 i Kamari i Afghanistan, død 3. december 1996 i Moskva i Rusland) var en afghansk kommunistisk politiker og den tredje præsident under Folkerepublikken Afghanistan mellem 1979–1986. Han var medlem og en årrække leder af Afghanistans Demokratiske Folkeparti.

## Liv
Karmal var søn af Muhammad Hussein Khan, en generalmajor i den afghanske hær og tidligere guvernør af Paktia provinsen, han var den anden af fire søskende. Han blev født i Kamari, en landsby tæt på hovedstaden Kabul. Karmal blev involveret i politik i marxistiske kredse som student ved universitetet i Kabul, hvor han tog en uddannelse i retsvidenskab, hans far frastødte ham på grund af hans venstreorienterede holdninger. Han var med til at grundlægge det afghanske kommunistparti (Afghanistans Demokratiske Folkeparti) i januar 1965 og sad i nationalforsamlingen fra 1965 til 1973.
I 1967 blev Karmal lederen af en mere moderat Parcham-fraktion efter partiet blev splittet. Partiet blev samlet igen i 1977 og tog kontrollen i Afghanistan i april 1978. Karmal var først vicepræsident, men efter at den rivaliserende Khalq-fraktion fik mere magt, blev han forvist til Prag som ambassadør.
Det afghanske kommunistparti forsøgte at modernisere landet i tråd med de socialistiske ideer, men resultatet blev betydelig uro i landet. I december 1979 invaderede Sovjetunionen Afghanistan og hentede Karmal tilbage og indsatte ham på posten som præsident.
I de følgende kampe mod Mujahid-krigere løbet af 1980'erne blev Karmal udpeget som syndebuk af Moskva for militære fiaskoer. Sovjetunionen ønskede samtidigt ikke at blive i landet længere end nødvendigt. Mikhail Gorbatjov, generalsekretæren for Sovjetunionens kommunistiske parti i Sovjetunionen, sagde: "Den væsentligste grund til, at der ikke har været nogen national konsolidering hidtil, er at kammerat Karmal håber at fortsætte med at sidde i Kabul med vores hjælp.". Det hjalp ikke Karmal, at den sovjetiske regering gav ham skylden for fejl i Afghanistan. Gorbatjov var bekymret over situationen i Afghanistan og fortalte det sovjetiske Politbureau "Hvis vi ikke ændrer tilgangen [til at forlade Afghanistan], vil vi kæmpe der om endnu 20 eller 30 år."  I maj 1986 blev han erstattet af Mohammed Najibullah som partileder, og seks måneder senere som præsident. Karmal flyttede til Moskva, hvor han blev til han døde i 1996 af leverkræft.

## Notater
1. 1 2  Afghanistan - Hassan M. Kakar - Google Bøger

| Portal | Portal:kommunisme |

| Biografi | Spire Denne biografi er en spire som bør udbygges. Du er velkommen til at hjælpe Wikipedia ved at udvide den. |